# 北海道立大沼学園
北海道立大沼学園（ほっかいどうりつおおぬまがくえん）は、北海道亀田郡七飯町にある児童自立支援施設。

## 概要
当園は不良行為をなし、又はなすおそれのある児童や、家庭環境その他の環境上の理由により生活指導等を要する男子児童を入所させ、個々の児童の状況に応じ必要な指導を行い、その自立を支援することを目的とした児童福祉施設である。本学園は女子の入園はできない。

## 歴史
- 1912年（明治45年）7月15日： 現在地に函館訓育院として開設[1]。
- 1915年（大正4年）：代用感化院に指定[1]。
- 1924年（大正13年）4月1日：北海道庁に移管し、北海道庁立大沼学院と改称[1]。
- 1925年（大正14年）
  - 4月1日：北海道庁立札幌学院廃止に伴い、札幌学院の児童を本院に移籍[1]。
  - 10月5日：本館、寮舎4棟、炊事棟新築[1]。
- 1934年（昭和9年）10月：少年救護法により北海道庁立少年救護院となる[1]。
- 1939年（昭和14年）：少年救護相談所を併置[1]。
- 1948年（昭和23年）7月11日：野球グランド完成。
- 1959年（昭和34年）4月：大沼学院前の国道5号線着工（昭和39年開通）。国道5号開通前まで、外部との交通は小沼を渡る学院専用ボートに頼っていた。
- 1962年（昭和37年）3月29日：青雲寮新築（定員60名→75名に変更）。
- 1964年（昭和39年）：大沼学院前の国道5号線が開通。以後、外部への交通アクセスはバスや乗用車が使えるようになる。
- 1981年（昭和56年）
  - 4月1日：北海道立日吉学院と統合し、「北海道立大沼学園」と改称（定員75名→60名に変更）。
  - 12月25日：本館改築、体育館新築。
- 1984年（昭和59年）3月23日：温室作業棟新築。
- 1992年（平成4年）10月23日：小グランドネットフェンス新設。
- 1993年（平成5年）3月30日：全寮舎（5棟）改築および周辺整備。
- 1998年（平成10年）3月：運動用具物置新築。
- 2008年（平成20年）5月：寮給食外部委託。
- 2009年（平成21年）4月：七飯町立大沼小・中学校鈴蘭谷分校開校。
- 2011年（平成23年）3月：本館2階内部改修。
- 2012年（平成24年）3月：本館1階内部改修。
- 2020年（令和2年）4月1日：七飯町立大沼小・中学校鈴蘭谷分校が統合し、七飯町立大沼岳陽学校鈴蘭谷分校開校。

## 年間行事
- 4月：始業式
- 5月：運動会
- 6月：遠足・宿泊研修・期末テスト
- 7月：東北北海道少年野球大会・終業式・七飯町卓球協会会長杯卓球大会・キャンプ
- 8月：一時帰省
- 9月：修学旅行（中3・小6）・大沼地区少年野球大会・マラソン大会
- 10月：七飯町町民秋季卓球大会
- 11月：学園祭・文化系クラブ地元小学校公演
- 12月：期末テスト・版画カレンダー作成・餅つき・終業式・一時帰省
- 1月：始業式・百人一首大会・スキー遠足
- 2月：大沼地区雪と氷の祭
- 3月：期末テスト・卒業生激励会・卒業証書授与式

## 周辺
- 国道5号
- 小沼

## アクセス
- 函館バス「210系統」・「310系統」・「311系統」・「312系統」・「313系統」で、「大沼隧道」バス停下車後、徒歩約560m・約9分。
- JR函館本線大沼駅から、車で約3.3km・約5分（小沼南岸を通った場合）。